# Váci út

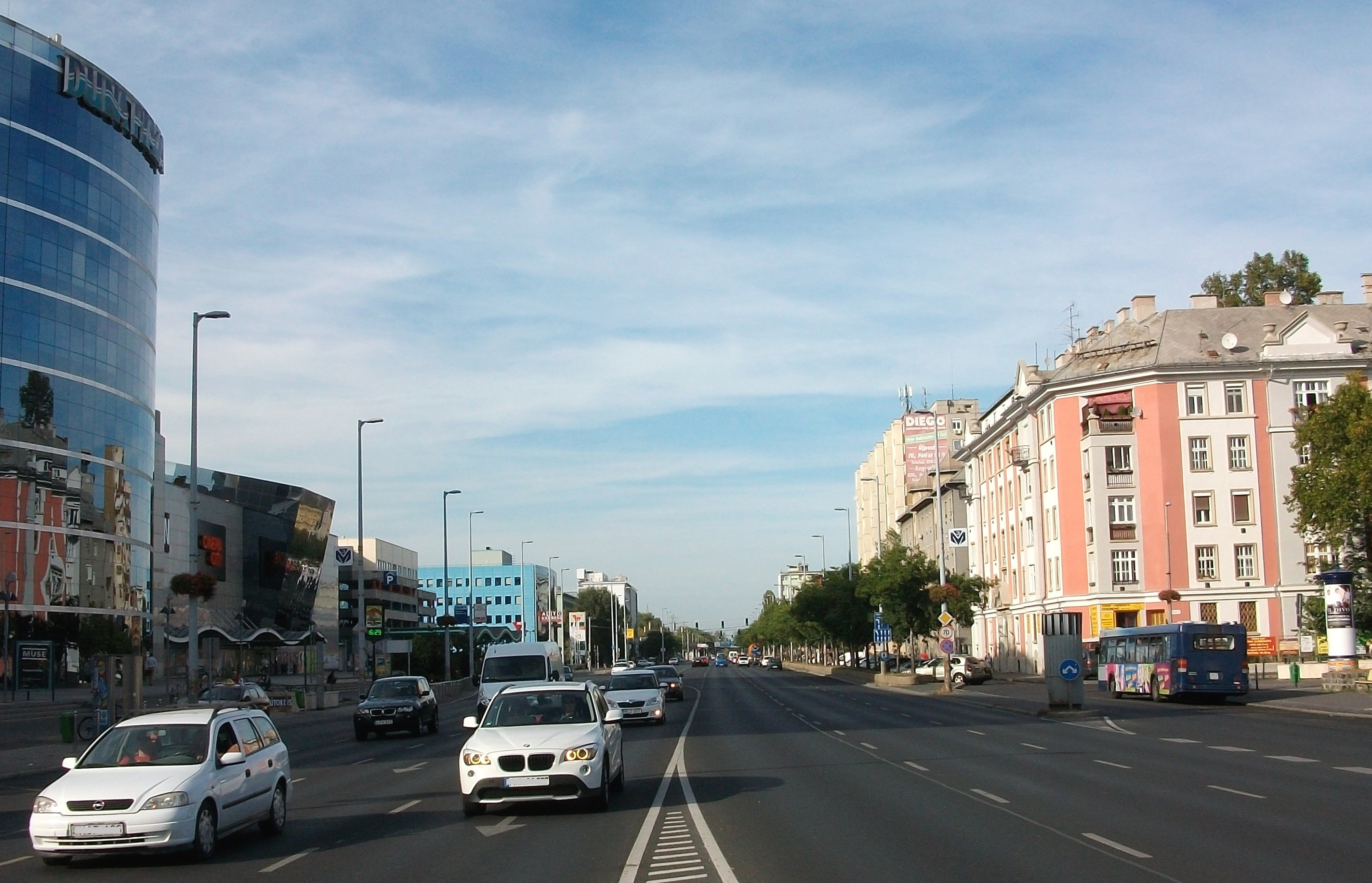
A XIII. kerületi szakasz a Gyöngyösi utca torkolatánál

A Váci út Budapest forgalmas sugárútja, amely a Nagykörúttól (a Nyugati tértől) indulva észak felé halad a Dunával párhuzamosan, kb. 12 km hosszan, egészen Budapest határáig. (Folytatása a Dunakeszin keresztül a névadó Vác felé vezető 2-es főút.)

## Elhelyezkedése
Egy rövid szakaszon (kb. 650 m-en) a VI. és a XIII. kerület határvonalát alkotja, ezután a XIII., majd a IV. kerületben fut, előbb hat, majd négy sávban. Az M3-as metróvonal északi szakasza jelentős részben a Váci út alatt húzódik; hét megállója található itt a Nyugati pályaudvartól Újpest-városkapuig. Az utóbbinál az Újpesti vasúti hídon áthaladó vasútvonal (esztergomi) keresztezi. Az éjszakai órákban a metrót helyettesítő 950-es és 950A viszonylatok szintén idáig közlekednek rajta. Északabbra a 96-os, 104-es, 104A, 122E, 196-os és a 204-es busz, valamint számos Volánbusz-járat közlekedik az út mentén. Főbb keresztútjai a Nagykörút után a Dózsa György út, a Róbert Károly körút, az Árpád út (a 2102-es út budapesti, kezdő szakasza), valamint a Megyeri híd (M0-s autóút).

## Története
A Váci út Budapest (korábban: Pest város) ősi kivezető útja, nagyjából észak–déli irányban Vác felé menő országútban folytatódott a városhatáron túl. A 19. század folyamán, a XIII. kerületi szakaszán mellé települtek fontos iparvállalatok: a Láng Gépgyár, a Csavargyár, a Magyar Acélárugyár Rt., a Rico Kötszerművek, a Kender-, Juta- és Textilipar, az Akkumulátorgyár, a Magyar Hajó- és Darugyár, a MAHART hajójavító műhelye az újpesti téli kikötőben, az Újpesti Bőrgyár és a külső Váci úton a Tungsram Rt.. A rendszerváltás idején bezártak a sugárút mentén sorakozó gyárak és üzemek, a helyükre azóta épült irodaházak és lakóparkok gyökeresen átalakították a belső szakasz arculatát. Az út közepén eredetileg többek között a régi 3-as, a 12-es, a 14-es, a 15-ös, a 33-as és az 55-ös jelzésű villamosjáratok közlekedtek. (1978-ban az Élmunkás térig (ma Lehel tér), 1981-től az 1982-es megszűnésig a Róbert Károly körútig rövidítve.) A Nyugati tér és az Árpád út között a mai, irányonként három forgalmi sávos szélességét a 3-as metró építésekor történt felszíni tereprendezés során kapta. Újpesten, az Árpád út és a Fóti között, a Külső Váci úton 1985-ben szűnt meg az addig az úttest két szélén haladó 10-es villamos forgalma. A Fóti út és a Szilas-patak között a Megyeri híd 2008-as átadása előtt szélesítették ki irányonként két sávosra az útpályát.

## Középületek a Váci út mentén
- Nyugati pályaudvar (Teréz krt. 55–57.)
- WestEnd City Center (1–3.)
- Lehel Csarnok (7–9.)
- Fővárosi Vízművek (23–27.)
- Árpád-házi Szent Margit-templom (34.)
- NAV Közép-magyarországi Regionális Adó-főigazgatósága (48/C–D)
- József Attila Színház (63.)
- Országos, Pest Megyei és Budapesti Rendőr-főkapitányság (Teve u. 4–6.)
- Magyar Államkincstár (71.)
- Budapesti Elektromos Művek (székház) (72–74.)
- Nyugdíjfolyósító Igazgatóság és Országos Egészségbiztosítási Pénztár (73.)
- Tours-i Szent Márton és Flüei Szent Miklós-plébániatemplom (91B.)
- Szcientológia Egyház Budapest (169.)
- Székesfővárosi Fertőtlenítő Intézet (172.)
- Duna Plaza (178.)
- Madarász utcai gyermekkórház (Madarász Viktor utca 22–24.)
- Volánbusz-állomás, újpesti vasúti megállóhely

Ezek mellett számos bank, biztosító és más irodaház található az úton.